# James Scott, conte di Dalkeith
James Scott, conte di Dalkeith (23 maggio 1674 – Londra, 14 marzo 1705), è stato un nobile scozzese.

## Famiglia
Era il figlio di James Scott, I duca di Monmouth e Anne Scott, I duchessa di Buccleuch, perciò era nipote di Carlo II d'Inghilterra.
Ha combattuto nella campagna nelle Fiandre nel 1692 e il 7 febbraio 1704 è stato premiato con l'Ordine del Cardo.

## Matrimonio
Il 2 gennaio 1693/94 sposò lady Henrietta Hyde (1677-1730), figlia di Laurence Hyde, I conte di Rochester e di Lady Henrietta Boyle. Ebbero sei figli:
- Francis Scott, II duca di Buccleuch (11 gennaio 1695-22 maggio 1751);
- Anne (1º aprile 1696-11 ottobre 1714);
- Charlotte (30 aprile 1697-22 agosto 1747);
- Charles (marzo 1700-4 aprile 1700);
- James (14 gennaio 1702-26 febbraio 1719);
- Henry (26 novembre 1704).

## Morte
Morì a Londra e fu sepolto nell'abbazia di Westminster.

## Ascendenza
|                                         |                                        |                                             | Genitori                            |  |  | Nonni |  |  | Bisnonni                 |  |  | Trisnonni                   |  |
|                                         |                                        |                                             |                                     |  |  |       |  |  | 8. Carlo I d'Inghilterra |  |  | 16. Giacomo I d'Inghilterra |  |
|                                         |                                        |                                             |                                     |  |  |       |  |  | 8. Carlo I d'Inghilterra |  |  | 16. Giacomo I d'Inghilterra |  |
|                                         |                                        | 17. Anna di Danimarca                       |                                     |  |  |       |  |  | 8. Carlo I d'Inghilterra |  |  |                             |  |
| 4. Carlo II d'Inghilterra               |                                        |                                             |                                     |  |  |       |  |  | 8. Carlo I d'Inghilterra |  |  |                             |  |
|                                         |                                        | 9. Enrichetta Maria di Borbone-Francia      | 18. Enrico IV di Francia            |  |  |       |  |  |                          |  |  |                             |  |
|                                         |                                        | 9. Enrichetta Maria di Borbone-Francia      | 18. Enrico IV di Francia            |  |  |       |  |  |                          |  |  |                             |  |
|                                         |                                        | 9. Enrichetta Maria di Borbone-Francia      | 19. Maria de' Medici                |  |  |       |  |  |                          |  |  |                             |  |
| 2. James Scott, I duca di Monmouth      |                                        | 9. Enrichetta Maria di Borbone-Francia      |                                     |  |  |       |  |  |                          |  |  |                             |  |
|                                         |                                        | 10. William Walter                          | 20. Rowland Walter, de Roche Castle |  |  |       |  |  |                          |  |  |                             |  |
|                                         |                                        | 10. William Walter                          | 20. Rowland Walter, de Roche Castle |  |  |       |  |  |                          |  |  |                             |  |
|                                         |                                        | 10. William Walter                          | 21. Frances Griffith                |  |  |       |  |  |                          |  |  |                             |  |
| 5. Lucy Walter                          |                                        | 10. William Walter                          |                                     |  |  |       |  |  |                          |  |  |                             |  |
|                                         |                                        | 11. Elizabeth Prothero                      | 22. John Protheroe, de Hawkesbrook  |  |  |       |  |  |                          |  |  |                             |  |
|                                         |                                        | 11. Elizabeth Prothero                      | 22. John Protheroe, de Hawkesbrook  |  |  |       |  |  |                          |  |  |                             |  |
|                                         |                                        | 11. Elizabeth Prothero                      | 23. Elinor Vaughan                  |  |  |       |  |  |                          |  |  |                             |  |
| 1. James Scott, conte di Dalkeith       |                                        | 11. Elizabeth Prothero                      |                                     |  |  |       |  |  |                          |  |  |                             |  |
|                                         | 12. Walter Scott, I conte di Buccleuch | 24. Walter Scott, I lord Scott di Buccleuch |                                     |  |  |       |  |  |                          |  |  |                             |  |
|                                         | 12. Walter Scott, I conte di Buccleuch | 24. Walter Scott, I lord Scott di Buccleuch |                                     |  |  |       |  |  |                          |  |  |                             |  |
|                                         | 12. Walter Scott, I conte di Buccleuch | 25. Mary Kerr                               |                                     |  |  |       |  |  |                          |  |  |                             |  |
| 6. Francis Scott, II conte di Buccleuch | 12. Walter Scott, I conte di Buccleuch |                                             |                                     |  |  |       |  |  |                          |  |  |                             |  |
|                                         |                                        | 13. Mary Hay                                | 26. Francis Hay, IX conte di Erroll |  |  |       |  |  |                          |  |  |                             |  |
|                                         |                                        | 13. Mary Hay                                | 26. Francis Hay, IX conte di Erroll |  |  |       |  |  |                          |  |  |                             |  |
|                                         |                                        | 13. Mary Hay                                | 27. Elizabeth Douglas               |  |  |       |  |  |                          |  |  |                             |  |
| 3. Anne Scott, I duchessa di Buccleuch  |                                        | 13. Mary Hay                                |                                     |  |  |       |  |  |                          |  |  |                             |  |
|                                         |                                        | 14. John Leslie, VI conte di Rothes         | 28. James Leslie di Rothes          |  |  |       |  |  |                          |  |  |                             |  |
|                                         |                                        | 14. John Leslie, VI conte di Rothes         | 28. James Leslie di Rothes          |  |  |       |  |  |                          |  |  |                             |  |
|                                         |                                        | 14. John Leslie, VI conte di Rothes         | 29. Katherine Drummond              |  |  |       |  |  |                          |  |  |                             |  |
| 7. Margaret Leslie                      |                                        | 14. John Leslie, VI conte di Rothes         |                                     |  |  |       |  |  |                          |  |  |                             |  |
|                                         |                                        | 15. Anne Erskine                            | 30. John Erskine, conte di Mar      |  |  |       |  |  |                          |  |  |                             |  |
|                                         |                                        | 15. Anne Erskine                            | 30. John Erskine, conte di Mar      |  |  |       |  |  |                          |  |  |                             |  |
|                                         |                                        | 15. Anne Erskine                            | 31. Mary Stewart                    |  |  |       |  |  |                          |  |  |                             |  |
|                                         |                                        | 15. Anne Erskine                            |                                     |  |  |       |  |  |                          |  |  |                             |  |